# آندری کوپیلوف

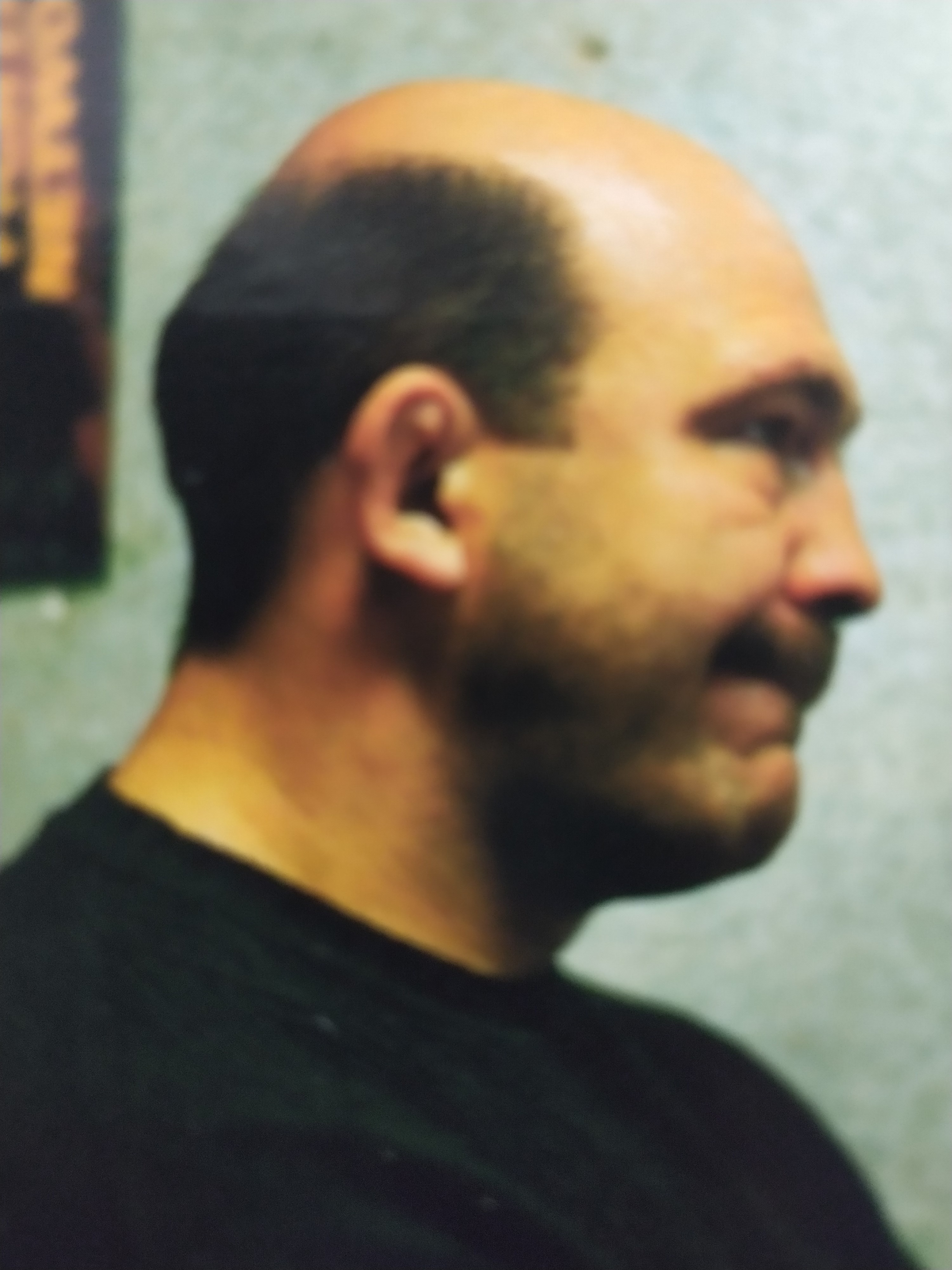
آندری کوپیلوف اهل شوروی

آندری کوپیلوف (انگلیسی: Andrei Kopylov؛ زادهٔ ۱۰ ژوئن ۱۹۶۵) ورزشکار هنرهای رزمی ترکیبی و سامبوکار اهل اتحاد جماهیر شوروی سوسیالیستی است.